# 土肥淳一郎
土肥 淳一郎（どひ じゅんいちろう、1906年（明治39年）11月20日 - 1997年（平成9年）5月3日）は、日本の医学者、皮膚科医。東京慈恵会医科大学名誉教授。東京慈恵会医科大学附属青戸病院・東京慈恵会医科大学附属病院院長を歴任し、私学として初の日本皮膚科学会会頭を務めた。医学博士（1937年、東京帝国大学）。
皮膚科学の権威で日本皮膚科学会創立者土肥慶蔵は大叔（伯）父、父は元国立金沢病院院長で日本皮膚科学会名誉会頭土肥章司。
妻・多喜子は陸軍大将本郷房太郎の次女。子の土肥孝夫は、麻布中学校在学中の1954年に内郷丸遭難事件で犠牲となった。

## 来歴
- 1906年東京府生まれ。土肥慶蔵の姪・孝子とその入婿・土肥章司の子。麹町小学校、府立一中（現・都立日比谷高校）、第一高等学校 (旧制)卒業。
- 1931年 - 金沢医科大学 (旧制)卒業
- 1937年 - 医学博士（東京帝国大学）
- 1943年 - 東京慈恵会医科大学皮膚科学教室助教授
- 1946年 - 同教授
- 1963年 - 東京慈恵会医科大学附属青戸病院院長、皮膚科教室を創立[6]
- 1966年 - 東京慈恵会医科大学附属病院院長
- 1969年 - 第68回日本皮膚科学会会頭
- 1972年 - 同定年退官、同名誉教授
- 1977年 - 勲三等旭日中綬章

- 1997年 - 心不全により東京都麻布にて逝去[7]。墓所は多磨霊園

## 栄典
- 1977年（昭和52年）- 勲三等旭日中綬章

## 著書
- 『皮膚及性病学 皮膚編』日本医書出版 1947
- 『小皮膚性病学』協同医書出版部 1949
- 『美容成形』金原出版 1957
- 『皮膚科新書』中央医書出版社 1958
- 『皮膚科外来診療』金原出版 1959

他、論文多数。

## 博士論文
- 1937年 土肥淳一郎『黴毒患者扁桃腺に関する研究』東京帝国大学。